# Barbazul versus el amor letal
«Barbazul versus el amor letal» es la primera canción de Gulp!, el primer álbum de estudio del grupo musical argentino Patricio Rey y sus Redonditos de Ricota, publicado en 1985.
Fue compuesta por Indio Solari en el momento en que el grupo musical abandonaba la escena under y se preparaba para editar su primer álbum de estudio. La letra hace referencia al personaje folclórico francés Barba Azul, protagonista de un cuento de Charles Perrault.

## Interpretación
El siguiente comentario es atribuido al Indio Solari, acerca de la canción:

"Barbazul versus el amor letal" es un mundo donde hay una especie de pugna entre unas mujeres actualizadísimas —con pezones radioactivos— y un dios prisión, feliz prisión. Es como que aparece la gloria de lo femenino: “sonrisas pillas, manzanas firmes”. Podría ser a una continuación de “Superlógico”, que es quizá más clara. Y también habla del límite de esa gloria, ya cuando “viejas feas como monos” manejan todo. Pero es importante decir que las canciones son pura forma —que es la música— y casi pura forma —que es la poesía—, aunque en esta última instancia la poesía inevitablemente dice algo, pero eso recién se completa –en el caso mío, que soy también cantante- con una gestualidad que muchas veces le agrega un rasgo de ironía. Si a una frase que parece medio fascistoide le agregas un ademán medio homosexual, cambia la cosa.
Indio Solari.